# Brian T. Delaney
Brian Thomas Delaney (født 17. november 1976) er en amerikansk skuespiller og komiker. Han er kendt for at lægge stemme til Scarecrow i Batman Unlimited og den mandlige Sole Survivor i Fallout 4.

## Filmografi

### Film
| År   | Titel                           | Rolle                                                     | Noter        | Kilde |
| ---- | ------------------------------- | --------------------------------------------------------- | ------------ | ----- |
| 2011 | Hoodwinked 2: Hood vs. Evil     | Additional Voices                                         | Uncredited   |       |
| 2011 | Mr. Popper's Penguins           | Young Tom Popper, Sr.                                     |              | [ 3 ] |
| 2012 | Total Recall                    | ATC Dispatcher Voice                                      |              | [ 3 ] |
| 2013 | Star Trek Into Darkness         | Additional Voices                                         |              | [ 3 ] |
| 2013 | Legends of Oz: Dorothy's Return | Additional Voices                                         |              |       |
| 2015 | Minions                         | Additional Voices                                         |              |       |
| 2015 | Hotel Transylvania 2            | Additional Voices                                         |              |       |
| 2016 | The Secret Life of Pets         | Additional Voices                                         |              |       |
| 2017 | Resident Evil: Vendetta         | Soldiers                                                  |              | [ 3 ] |
| 2017 | Despicable Me 3                 | Commercial Announcer, Military Officer, Additional Voices |              | [ 3 ] |
| 2018 | Hotel Transylvania 3            | Additional Voices                                         |              |       |
| 2018 | The Grinch                      | Additional Voices                                         |              |       |
| 2019 | Uglydolls                       | Additional Voices                                         |              | [ 3 ] |
| 2019 | The Secret Life of Pets 2       | Additional Voices                                         |              |       |
| 2019 | The Angry Birds Movie 2         | Pigs                                                      | Uncredited   |       |
| 2021 | Sing 2                          | Additional Voices                                         |              | [ 3 ] |
| 2021 | Rumble                          | Burly Guy #1                                              |              |       |
| 2022 | Marmaduke                       | Additional Voices                                         | Netflix film |       |
| 2022 | The Sea Beast                   | Jim Nickelbones                                           | Netflix film |       |

| År   | Titel                            | Rolle                      | Noter | Kilde       |
| ---- | -------------------------------- | -------------------------- | ----- | ----------- |
| 2015 | Batman Unlimited: Monster Mayhem | Scarecrow                  |       | [ 4 ] [ 3 ] |
| 2017 | Justice League Dark              | Husband, Shroud Leader     |       |             |
| 2021 | Injustice                        | Hal Jordan / Green Lantern |       |             |

### Tv
| År      | Serie                       | Rolle                     | Noter                                                                       | Kilde       |
| ------- | --------------------------- | ------------------------- | --------------------------------------------------------------------------- | ----------- |
| 2011–13 | Mad                         | Various                   | 10 episodes                                                                 |             |
| 2013    | Good Luck Charlie           | Actor #2                  | Episode: "The Bug Prom"                                                     |             |
| 2014    | Hot in Cleveland            | David Beckham             | Episode: "The Animated Episode"                                             | [ 3 ] [ 5 ] |
| 2015    | Batman Unlimited            | Scarecrow                 | 3 episodes                                                                  | [ 6 ]       |
| 2015–16 | The Odd Couple              | Caller                    | Uncredited 3 episodes                                                       |             |
| 2016    | Bunnicula                   | Randill                   | Episode: "Collar Me Crazy"                                                  |             |
| 2017    | Bizaardvark                 | Keyboard Camp Guy         | Episode: "Paige's Birthday Is Gonna Be Great!"                              |             |
| 2017    | Stuck in the Middle         | Harley's Imagination V.O. | Episode: "Stuck in a Gold Metal Performance"                                |             |
| 2018    | Voltron: Legendary Defender | Escort Sentry             | 2 episodes                                                                  |             |
| 2020    | Archer                      | Kyle                      | Episode: "The Double Date"                                                  |             |
| 2021    | Love, Death & Robots        | Pilot                     | Episode: "Life Hutch"                                                       |             |
| 2021    | Tom and Jerry in New York   | Chapman, Zoo Guard        | Episode: "Museum Peace/Here Kite-y Kite-y/Street Wise Guys/Chameleon Story" |             |
| 2021    | What If...?                 | Peter Quill               | 2 episodes                                                                  | [ 7 ]       |
| 2022    | She-Hulk: Attorney at Law   | K.E.V.I.N.                | Uncredited Episode: "Whose Show is This?"                                   | [ 8 ]       |

### Computerspil
| År   | Titel                                | Rolle                                      | Noter                                          | Kilde         |
| ---- | ------------------------------------ | ------------------------------------------ | ---------------------------------------------- | ------------- |
| 2008 | Kung Fu Panda                        | Master Mantis                              |                                                | Resume        |
| 2008 | 007: Quantum of Solace               | American Mercenaries                       |                                                | Resume        |
| 2008 | Kung Fu Panda: Legendary Warriors    | Master Mantis, Baboon Minion #2            |                                                | [ 3 ]         |
| 2009 | Aion: The Tower of Eternity          | Icaronix                                   |                                                | Resume        |
| 2011 | Need for Speed: The Run              | Highway Patrol Officer                     |                                                | Resume        |
| 2012 | Halo 4                               | Roland                                     | Also motion capture                            | Resume        |
| 2012 | Call of Duty: Black Ops II           | Australian Mercs                           |                                                | Resume        |
| 2012 | Dishonored                           | Aristocrat, Wallace                        |                                                | Resume        |
| 2011 | Kinect Sports: Season Two            | Ski PR Announcer                           |                                                | Resume        |
| 2012 | Wreck-It Ralph                       | Wreck-It Ralph                             | Grouped under "Featuring the Voice Talents of" | [ 9 ]         |
| 2012 | Sonic & All-Stars Racing Transformed | Wreck-It Ralph                             | Grouped under "Featuring the Voice Talents of" | [ 10 ]        |
| 2013 | Disney Infinity                      | Wreck-It Ralph                             |                                                | [ 11 ]        |
| 2014 | Titanfall                            | Militia Soldiers                           |                                                | [ 3 ]         |
| 2014 | Infamous Second Son                  | Emilio Brunberg, Bennett, Correspondent    |                                                | [ 12 ]        |
| 2014 | WildStar                             | Emperor Myrcalus, Mordesh Male, The Entity |                                                | [ 13 ]        |
| 2015 | Batman: Arkham Knight                | Militia #6, Fireman #3                     |                                                | [ 14 ]        |
| 2015 | Disney Infinity 3.0                  | Wreck-It Ralph                             |                                                | [ 15 ]        |
| 2015 | Halo 5: Guardians                    | Roland                                     | Also motion capture                            | [ 16 ] [ 17 ] |
| 2015 | Fallout 4                            | Sole Survivor (Male)                       |                                                | [ 1 ]         |
| 2016 | Hitman                               | Silvio Caruso                              |                                                | [ 3 ]         |
| 2016 | Mighty No. 9                         | Mighty No. 5 Battalion                     |                                                | [ 3 ]         |
| 2017 | Fortnite                             | Jonesy                                     | Fortnite: Save the World only                  |               |
| 2017 | Horizon Zero Dawn                    | Enjuk                                      | The Frozen Wilds DLC                           |               |
| 2019 | Call of Duty: Modern Warfare         | Additional Voices                          |                                                |               |
| 2019 | Destiny 2: Shadowkeep                | Saint-14                                   |                                                |               |
| 2020 | Guardian Tales                       | Garam                                      |                                                | [ 3 ]         |
| 2020 | Destiny 2: Beyond Light              | Saint-14                                   |                                                |               |
| 2022 | Destiny 2: The Witch Queen           | Saint-14, Clovis Bray AI, Praksis          |                                                |               |
| 2022 | The Callisto Protocol                | Additional Voices                          |                                                |               |

### Spillefilm
| År      | Titel                          | Rolle            | Noter                     | Kilde  |
| ------- | ------------------------------ | ---------------- | ------------------------- | ------ |
| 2002    | Hack                           | Troy Pappas      | Episode: "Bad Choices"    | Resume |
| 2004    | Jersey Girl                    | Nurse #2         |                           | Resume |
| 2004    | The 24th Day                   | Simon            |                           | Resume |
| 2006    | Shopping in the Afterlife      | Charlie          | Short film                | Resume |
| 2006    | How I Met Your Mother          | Drunk Guy        | Episode: "Single Stamina" | Resume |
| 2007    | Crossing Jordan                | Uni              | 3 episodes                | Resume |
| 2008    | Universal Signs                | Police Officer   |                           | Resume |
| 2010    | All My Children                | Surgeon          | 2 episodes                | Resume |
| 2011–13 | The Tonight Show with Jay Leno | Various          | 4 episodes                | Resume |
| 2012    | The Young and the Restless     | Anesthesiologist | 1 episode                 | Resume |